# Automeris cundinamarcensis
Automeris cundinamarcensis é uma espécie de mariposa do gênero Automeris, da família Saturniidae.
Sua ocorrência foi registrada na Colômbia.